# Véronique Tadjo
Véronique Tadjo (Parijs, 1955) is een Frans-Ivoriaanse romanschrijver, kinderboekenschrijver, dichter en illustrator. Na in veel Afrikaanse landen te hebben gewoond en in Afrikaanse diaspora-gemeenschappen te hebben gewerkt, voelt ze zich pan-Afrikaans, wat wordt weerspiegeld in de onderwerpkeuze en de beelden in haar werk. Ze schrijft in het Frans en Engels.

## Biografie
Tadjo werd geboren in Parijs als dochter van een Ivoriaanse ambtenaar en een Franse schilder en beeldhouwer. Ze groeide op in Abidjan, Ivoorkust, en reisde veel met haar familie. Tadjo voltooide haar bachelorgraad aan de universiteit van Abidjan en promoveerde aan de Sorbonne, Parijs, in Afrikaans-Amerikaanse literatuur en cultuur. In 1983 ging ze naar de Howard University in Washington, D.C., met een Fulbright-onderzoeksbeurs. In 1979 koos Tadjo ervoor om Engelse les te geven aan het Lycée Moderne de Korhogo, een middelbare school in het noorden van Ivoorkust. Vervolgens werkte ze tot 1993 als docent voor de afdeling Engels aan de universiteit van Abidjan.
In 1998 nam ze deel aan het project Rwanda: Ecrire par devoir de mémoire (Rwanda: Schrijven ter herinnering) met een groep Afrikaanse schrijvers die naar Rwanda reisden om te getuigen van de Rwandese genocide en de nasleep ervan. Haar boek L'Ombre d'Imana is voortgekomen uit haar tijd in Rwanda.
Eind jaren negentig ging Véronique Tadjo ook kinderliteratuur schrijven. Ze deed dit uit nostalgie, om bij te dragen aan de Afrikaanse kinderliteratuur en om de Afrikaanse cultuur onder de jongeren van dit continent te promoten.  Ze organiseerde workshops in het schrijven en illustreren van kinderboeken in Mali, Benin, Tsjaad, Haïti, Mauritius, Frans-Guyana, Burundi, Rwanda, de Verenigde Staten en Zuid-Afrika en wijdde zich ook aan het schilderen. In 2006 nam ze deel aan een schrijfevenement van het International Writing Program aan de Universiteit van Iowa. Tadjo heeft in Parijs, Lagos, Mexico City, Nairobi en Londen gewoond. Van 2007 tot 2015 was ze hoofd van het departement French Studies van de faculteit Literature and Language Studies aan de University of the Witwatersrand (Wits University) in Johannesburg. Daarna verdeelde ze haar tijd tussen Londen en Abidjan.

## Prijzen
Tadjo ontving in 1983 de literaire prijs van L'Agence de Cooperation Culturelle et Technique en in 1993 de UNICEF-prijs voor Mamy Wata and the Monster, dat ook werd gekozen als een van Afrika's 100 beste boeken van de 20e eeuw (waarvoor slechts vier kinderboeken waren geselecteerd). In 2005 won Tadjo Le Grand Prix Littéraire d'Afrique Noire en in 2016 de Bernard Dadié National Grand Prize for Literature.

## Werken

### Poëzie
- Latérite (Éditions Hatier "Monde noir Poche", 1984). Tweetalige uitgave, Red Earth – Latérite; vertaald door Peter S. Thompson (Washington University Press, 2006)
- A mi-chemin (Éditions Harmattan, 2000)

### Romans
- Le Royaume aveugle (Éditions Harmattan, 1991); vertaald door Janis Mayes als The Blind Kingdom (Ayebia Clarke Publishing, 2008)
- A vol d'oiseau (Éditions Harmattan; 1986); vertaald door Wangui wa Goro als As The Crow Flies (Heinemann African Writers Series, 2001)
- Champs de bataille et d'amour (Éditions Présence Africaine; Les Nouvelles Éditions Ivoiriennes, 1999)
- Reine Pokou (Actes Sud, 2005); vertaald door Amy B. Reid als Queen Pokou (Ayebia Clarke Publishing, 2009)
- Loin de mon père (Actes Sud, 2010); vertaald door Amy B. Reid als Far from My Father (University of Virginia Press/CARAF, 2014)

### Non-fictie
- L'ombre d'Imana: Voyages jusqu'au bout du Rwanda, Actes Sud, 2000); vertaald door Veronique Wakerley als The Shadow of Imana: Travels in the Heart of Rwanda (Heinemann AWS, 2002)

### Kinderboeken
- La Chanson de la vie (1990)
- Lord of the Dance: An African Retelling (Le Seigneur de la Danse; Nouvelles Editions Ivoiriennes, 1993; 1988)
- Grandma Nana (Grand-Mère Nanan; Nouvelles Editions Ivoiriennes, 1996; 2000)
- Masque, raconte-moi (Nouvelles Editions Ivoiriennes)
- Si j´étais roi, si j´étais reine (Nouvelles Editions Ivoiriennes); vertaald door the auteur als If I Were a King, If I Were a Queen (London: Milet Publishing, 2002)
- Mamy Wata et le Monstre (Mamy Wata and the Monster) (Nouvelles Editions Ivoiriennes, 1993; Prix UNICEF, 1993; tweetalige uitgave London: Milet Publishing, 2000)
- Le Grain de Maïs Magique (Nouvelles Editions Ivoiriennes, 1996)
- Le Bel Oiseau et la Pluie (Nouvelles Editions Ivoiriennes, 1998)
- Nelson Mandela: "Non à L'Apartheid" (Actes Sud Junior, 2010)
- Ayanda, la petite fille qui ne voulait pas grandir (Actes Sud Junior, 2007; Nouvelles Editions Ivoiriennes/CEDA)

Enkele van haar werken zijn ook in het Duits, Zweeds en Portugees vertaald.